# Levi Onwuzurike
Levi Onwuzurike (Allen, 3 marzo 1998) è un giocatore di football americano statunitense che milita nel ruolo di defensive end per i Detroit Lions della National Football League (NFL).

## Carriera

### Detroit Lions
Al college Onwuzurike giocò a football a Washington. Fu scelto nel corso del secondo giro (41º assoluto) nel Draft NFL 2021 dai Detroit Lions. Debuttò come professionista subentrando nella gara del secondo turno contro i Green Bay Packers facendo registrare un tackle. La sua stagione da rookie terminò con 31 placcaggi, un sack e 2 passaggi deviati in 16 presenze, nessuna delle quali come titolare.